# 中央 (宮代町)
中央（ちゅうおう）は、埼玉県南埼玉郡宮代町の町名。現行行政地名は百間一丁目から二丁目、住居表示実施地区。郵便番号は345-0822。

## 地理
埼玉県の東部地域で、宮代町の概ね中央部に位置する地区である。宮代、笠原、本田、百間と隣接する。
地内は東武動物公園駅前の商業地や住宅地となっている。
東武動物公園駅前の東武鉄道杉戸工場跡地で再開発事業が行なわれ、低層の商業施設が立地され、公園が整備されている。

## 歴史
- 1983年（昭和40年）4月1日 - 住居表示が実施され、字百間、大字須賀の各一部から中央一丁目〜三丁目が成立[5]。
- 2004年（平成16年）3月31日 - 地内の東武鉄道杉戸工場が閉鎖される。
- 2005年（平成17年）2月14日 - 宮代町役場の新庁舎が笠原一丁目に完成し、中央三丁目より移転する。
- 2008年（平成20年） - 宮代町役場旧庁舎跡地に広場「四季の丘」とする。
- 2013年（平成25年） - 東武動物公園駅西口地区土地区画整理事業の都市計画決定[6][7]
- 2015年（平成27年）2月23日 - 東武動物公園駅西口駅前広場が完成[8]、供用を開始する。

## 世帯数と人口
2024年（令和5年）4月時点での世帯数と人口は以下の通りである。一丁目は全て東武鉄道の構内であったため、以前は居住は皆無であったが、再開発に伴い住宅も建ち始めている。
| 丁目       | 世帯数  | 人口    |
| ---------- | ------- | ------- |
| 中央一丁目 | 3世帯   | 6人     |
| 中央二丁目 | 395世帯 | 772人   |
| 中央三丁目 | 238世帯 | 437人   |
| 計         | 636世帯 | 1,215人 |

## 小・中学校の学区
町立小・中学校に通う場合、学区は以下の通りとなる。
| 丁目       | 番地 | 小学校             | 中学校             |
| ---------- | ---- | ------------------ | ------------------ |
| 中央一丁目 | 全域 | 宮代町立笠原小学校 | 宮代町立百間中学校 |
| 中央二丁目 | 全域 | 宮代町立笠原小学校 | 宮代町立百間中学校 |
| 中央三丁目 | 全域 | 宮代町立笠原小学校 | 宮代町立百間中学校 |

## 交通

### 鉄道
- 東武伊勢崎線（東武スカイツリーライン）東武動物公園駅 - 所在地は百間2丁目だが、構内の大半は中央1丁目に位置する。

### 道路
- 埼玉県道85号春日部久喜線

## 施設
- 宮代郵便局
- 埼玉りそな銀行宮代支店
- 川口信用金庫宮代支店
- 東武ストア・良品計画[6]
  - みんなの広場
- 四季の丘 - コミュニティセンター進修館の北側に隣接する広場
- みやしろ中央公園
  - 女躰宮 - みやしろ中央公園の一角に所在した。祠が撤去されたが、敷地は存続している。
- 新道児童公園
- 新道集会所

過去の施設
- 東武鉄道杉戸工場
- 宮代町役場